# Eutropiichthys
Eutropiichthys (Евтропіїхтис) — рід риб родини Schilbeidae ряду сомоподібні. Має 7 видів. Наукова назва походить від грецьких слів eutropheia, тобто «нагодований», та ichthys — «риба».

## Опис
Загальна довжина представників цього роду коливається від 13 до 60 см. Голова невеличка, трохи сплощена зверху. Очі середнього розміру. Є 3 пари вусів, з яких 2 пари на нижній щелепі — довші. Тулуб широкий, стиснутий з боків. Спинний плавець маленький, з 1 жорстким променем. Жировий плавець крихітний. Грудні та черевні плавці вузькі та коротенькі. Анальний плавець низький та довгий. Хвостовий плавець розділено, лопаті тонкі.
Забарвлення сріблясте та металеве.

## Спосіб життя
Це демерсальні риби. Зустрічаються в прісних і солонуватих водах, в річках та каналах. Утворюють невеликі косяки. Активні у присмерку та вночі. Живляться креветками й дрібною рибою.

## Розповсюдження
Мешкають у водоймах Індії, Пакистану, Бангладеш, Непалу, М'янми й Таїланду.

## Види
- Eutropiichthys britzi
- Eutropiichthys burmannicus
- Eutropiichthys cetosus
- Eutropiichthys goongwaree
- Eutropiichthys murius
- Eutropiichthys salweenensis
- Eutropiichthys vacha